# Kultmarke
Bei einer Kultmarke (im Engl. Cult Brand) handelt es sich um „die außergewöhnliche Verehrung eines Produktes oder einer Dienstleistung, die bei den Anhängern der Marke ungeahnte Kräfte freisetzt und überzogene Huldigungen inklusive dazugehöriger Devotionalien hervorruft“. Stets geht es um „eine Marke mit charismatischem Charakter, die von einer Gruppe von Konsumenten umgeben ist und sich aus der Interaktion zwischen Marke und Konsumenten sowie der Interaktion zwischen Konsumenten bildet.“ Die Verehrung und damit der Kult findet dabei in einer Art und Weise statt, die herkömmliche Maßstäbe nicht mehr gelten lässt, weshalb fallweise auch die Bezeichnung „Markenikone“ Verwendung findet.

## Charakteristische Eigenschaften von Kultmarken
Zu den charakteristischen Eigenschaften von Kultmarken, die sie deutlich von „normalen“ Marken abheben und zu etwas Besonderem machen, zählen:
- Tradition,
- Präsenz,
- Beliebtheit,
- hohe Bekanntheit und
- weitreichende Verbreitung.

## Ranking führender Kultmarken
Auf Basis einer Meta-Analyse von sieben relevanten Kultmarken-Studien aus den Jahren 2003 bis 2009 wurde ermittelt, welche Marken studienübergreifend als „Kultmarke“ klassifiziert werden können. Zur Top 10 der Kultmarken zählen:
1. Harley-Davidson
2. Apple
3. Levi’s
4. Nike
5. Mini bzw. MINI
6. Adidas
7. Coca-Cola
8. Puma
9. MTV
10. Rolex